# Pikatan
Pikatan is een bestuurslaag in het regentschap Blitar van de provincie Oost-Java, Indonesië. Pikatan telt 5455 inwoners (volkstelling 2010).